# Linea M1 (metropolitana di Varsavia)
La linea M1 è la prima linea della metropolitana di Varsavia. È stata inaugurata nel 1995 e l'ultima estensione risale al 2008. È gestita da Metro Warszawskie con 75 rotabili che operano sullo scartamento di 1435 mm. È lunga 23,1 km e ha 21 stazioni (più 2 in progetto), la cui distanza media, l'una dall'altra, è di circa un 1 km.

## Stazione
| Numero stazione | Nome stazione    | Data apertura    |
| --------------- | ---------------- | ---------------- |
| A1              | Kabaty           | 7 aprile 1995    |
| A2              | Natolin          | 7 aprile 1995    |
| A3              | Imielin          | 7 aprile 1995    |
| A4              | Stokłosy         | 7 aprile 1995    |
| A5              | Ursynów          | 7 aprile 1995    |
| A6              | Służew           | 7 aprile 1995    |
| A7              | Wilanowska       | 7 aprile 1995    |
| A8              | Wierzbno         | 7 aprile 1995    |
| A9              | Racławicka       | 7 aprile 1995    |
| A10             | Pole Mokotowskie | 7 aprile 1995    |
| A11             | Politechnika     | 7 aprile 1995    |
| A12             | Plac Konstytucji | in progetto      |
| A13             | Centrum          | 26 maggio 1998   |
| A14             | Świętokrzyska    | 11 maggio 2001   |
| A15             | Ratusz Arsenał   | 11 maggio 2001   |
| A16             | Muranów          | in progetto      |
| A17             | Dworzec Gdański  | 20 dicembre 2003 |
| A18             | Plac Wilsona     | 8 aprile 2005    |
| A19             | Marymont         | 29 dicembre 2006 |
| A20             | Słodowiec        | 23 aprile 2008   |
| A21             | Stare Bielany    | 25 ottobre 2008  |
| A22             | Wawrzyszew       | 25 ottobre 2008  |
| A23             | Młociny          | 25 ottobre 2008  |

## Galleria d'immagini

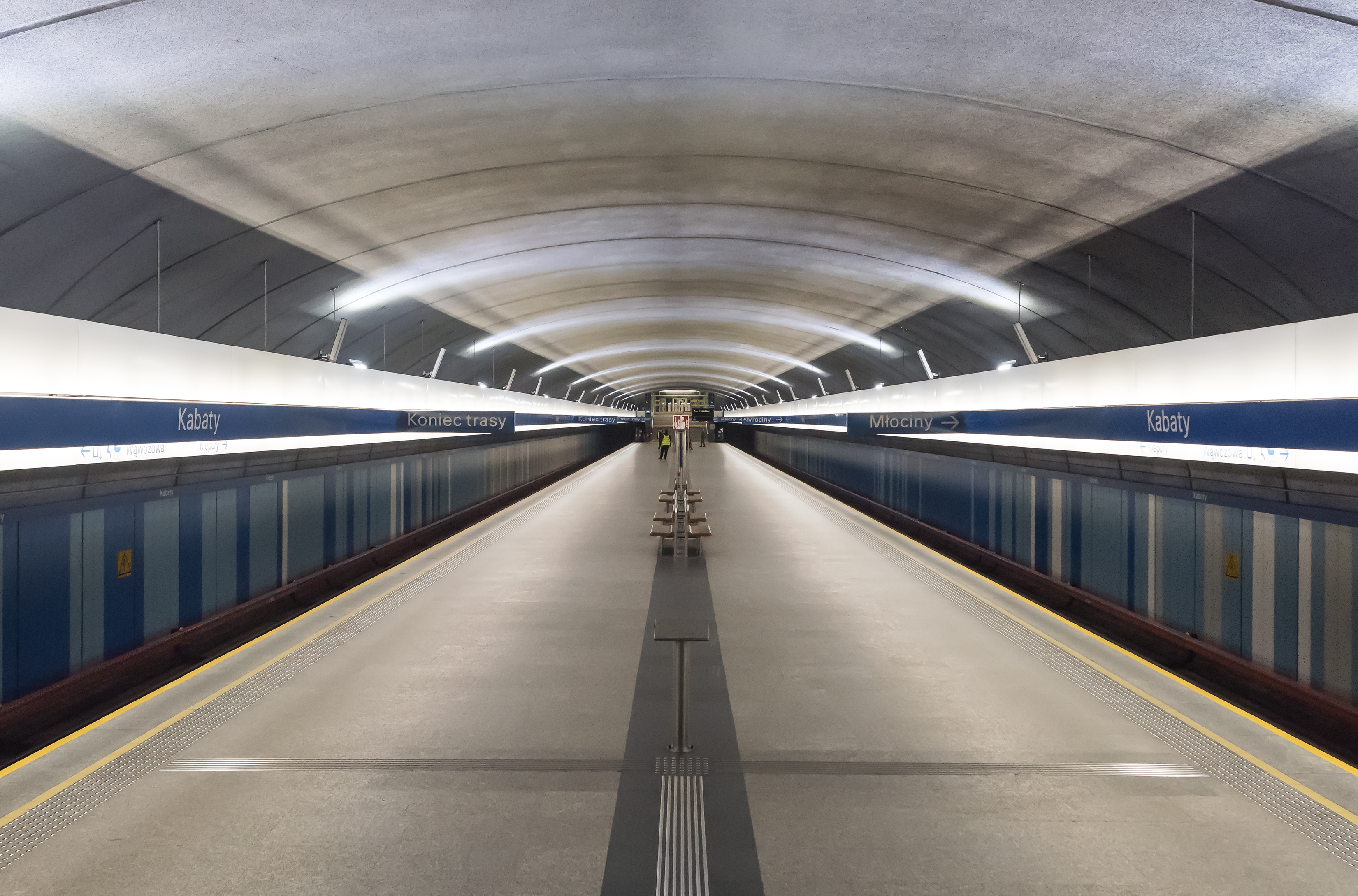
Kabaty
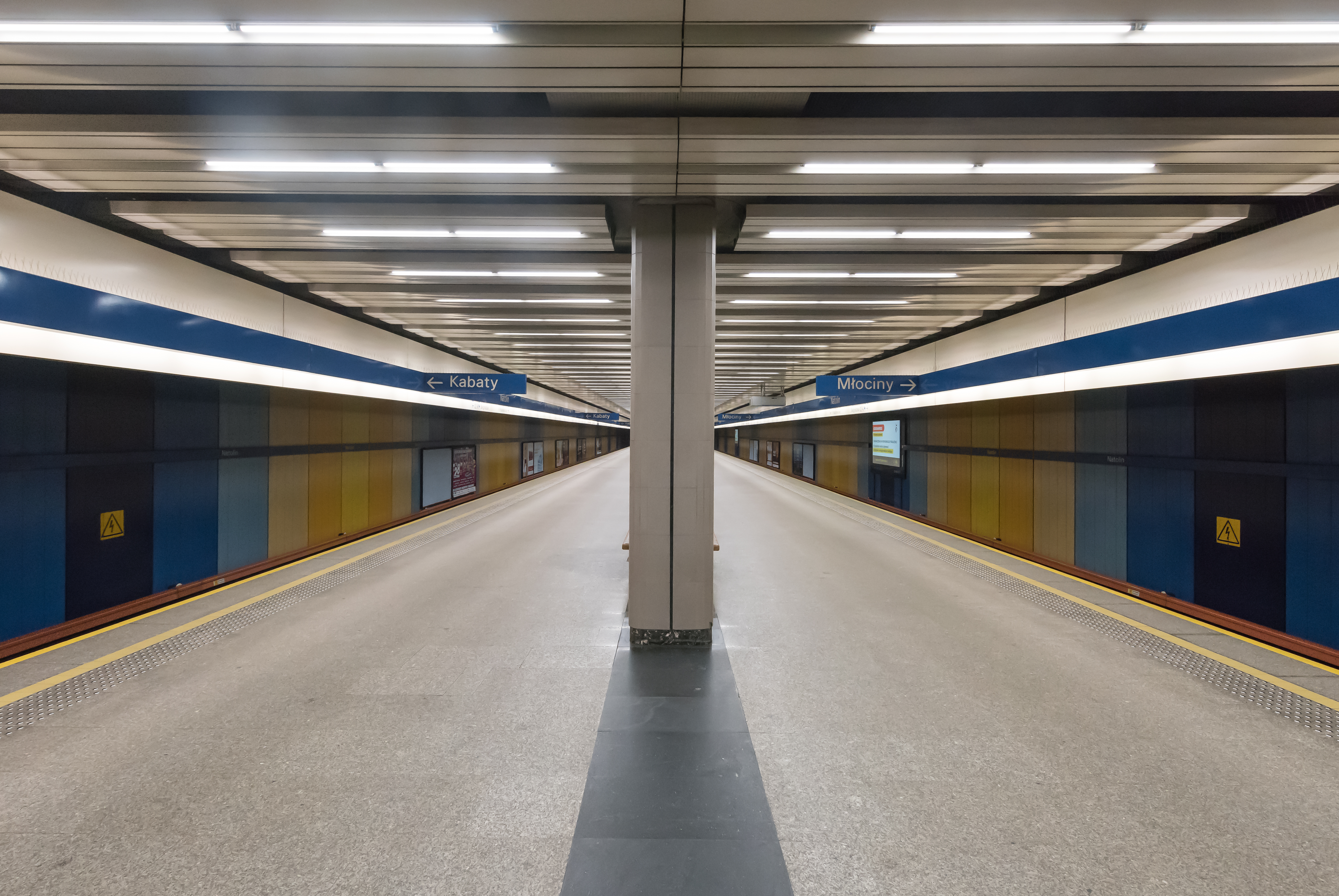
Natolin
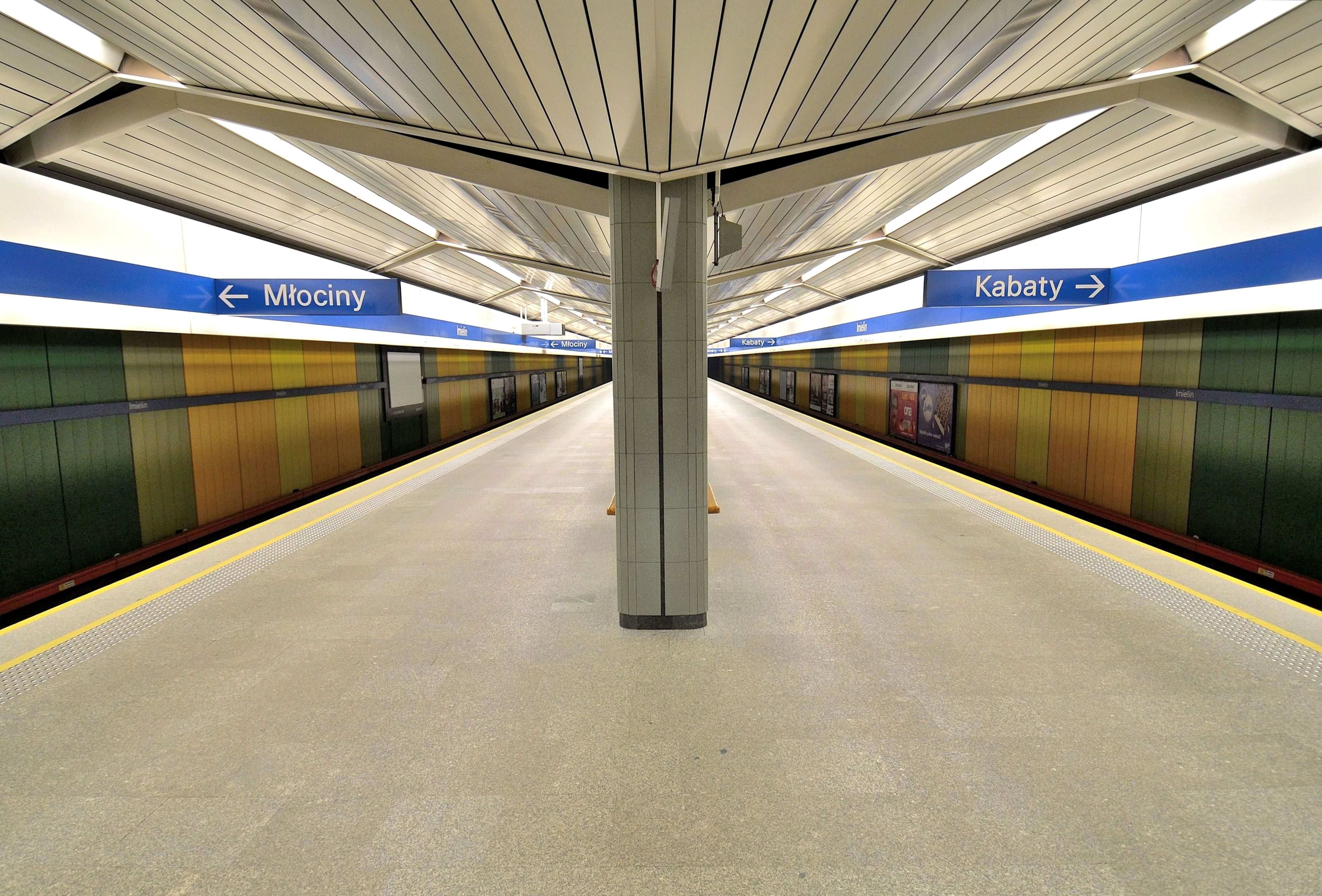
Imielin
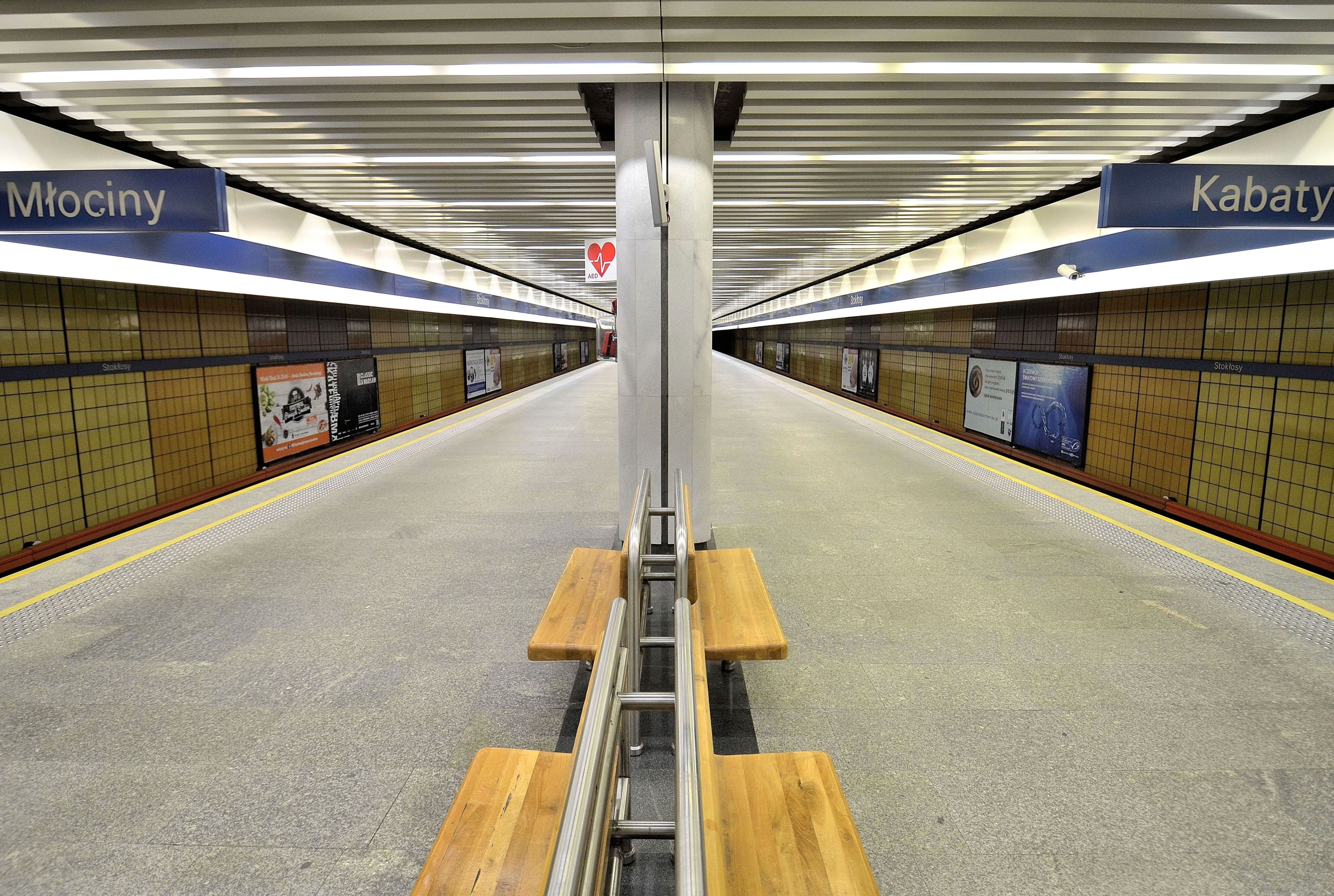
Stokłosy
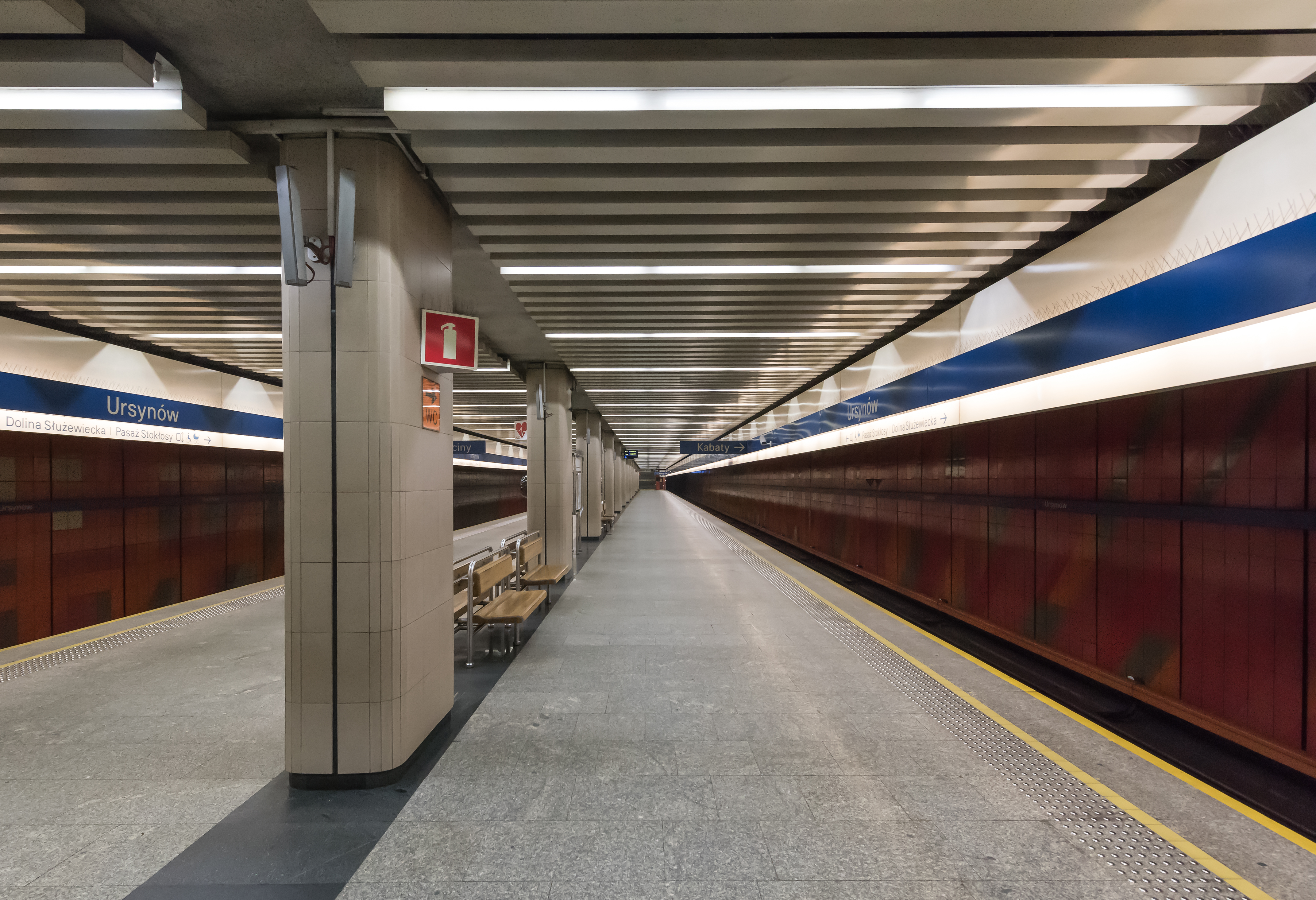
Ursynów
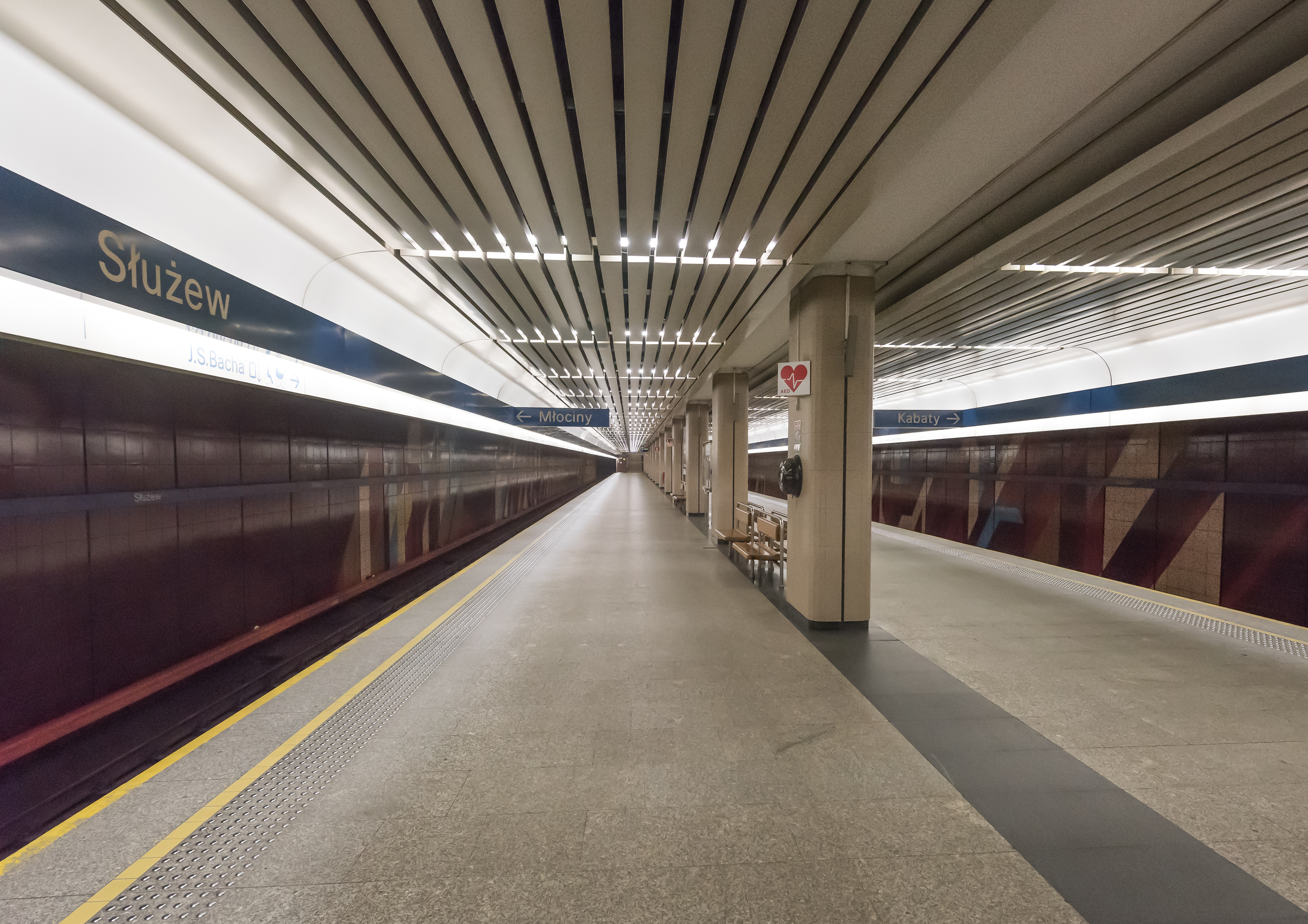
Służew
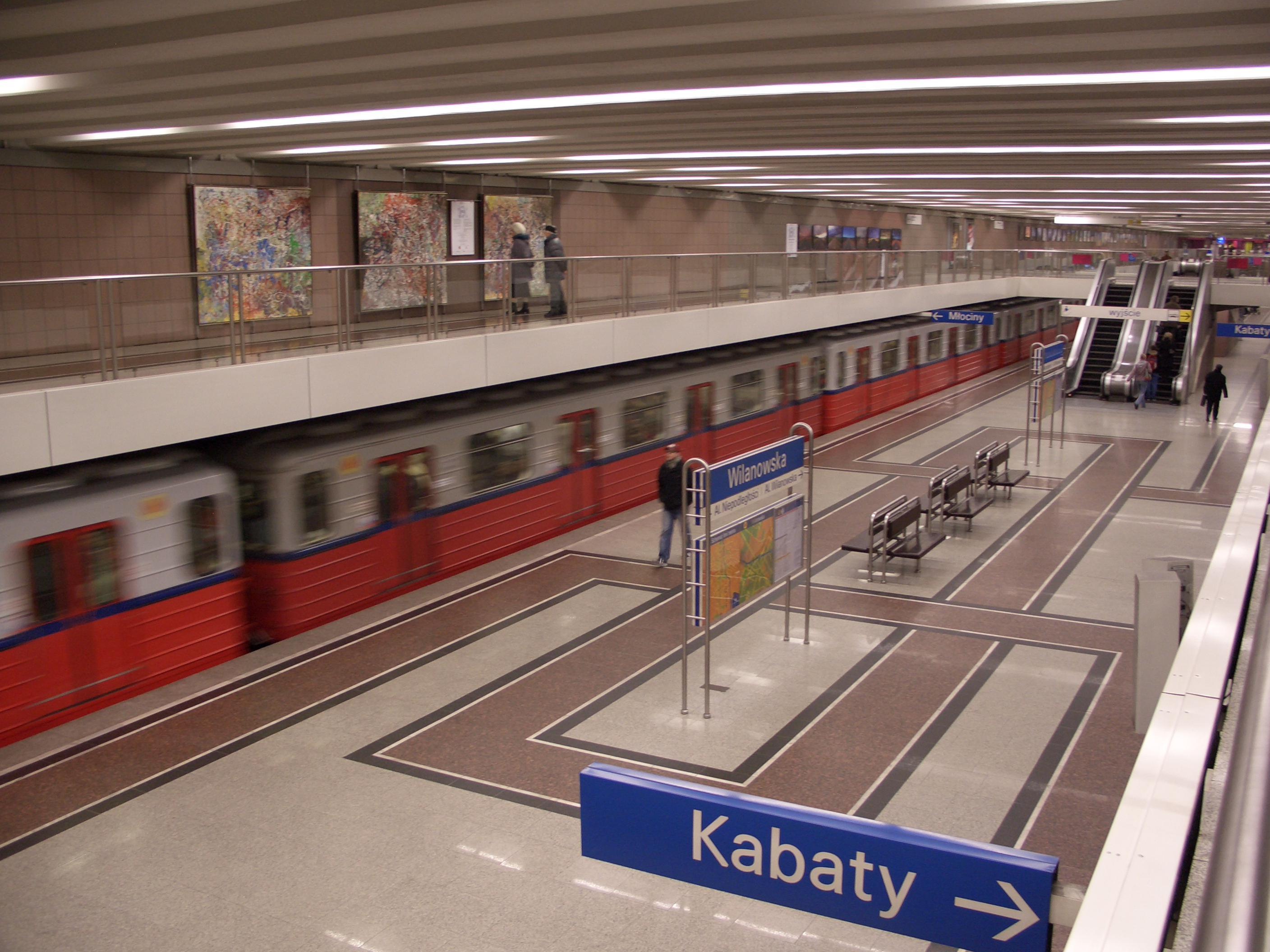
Wilanowska
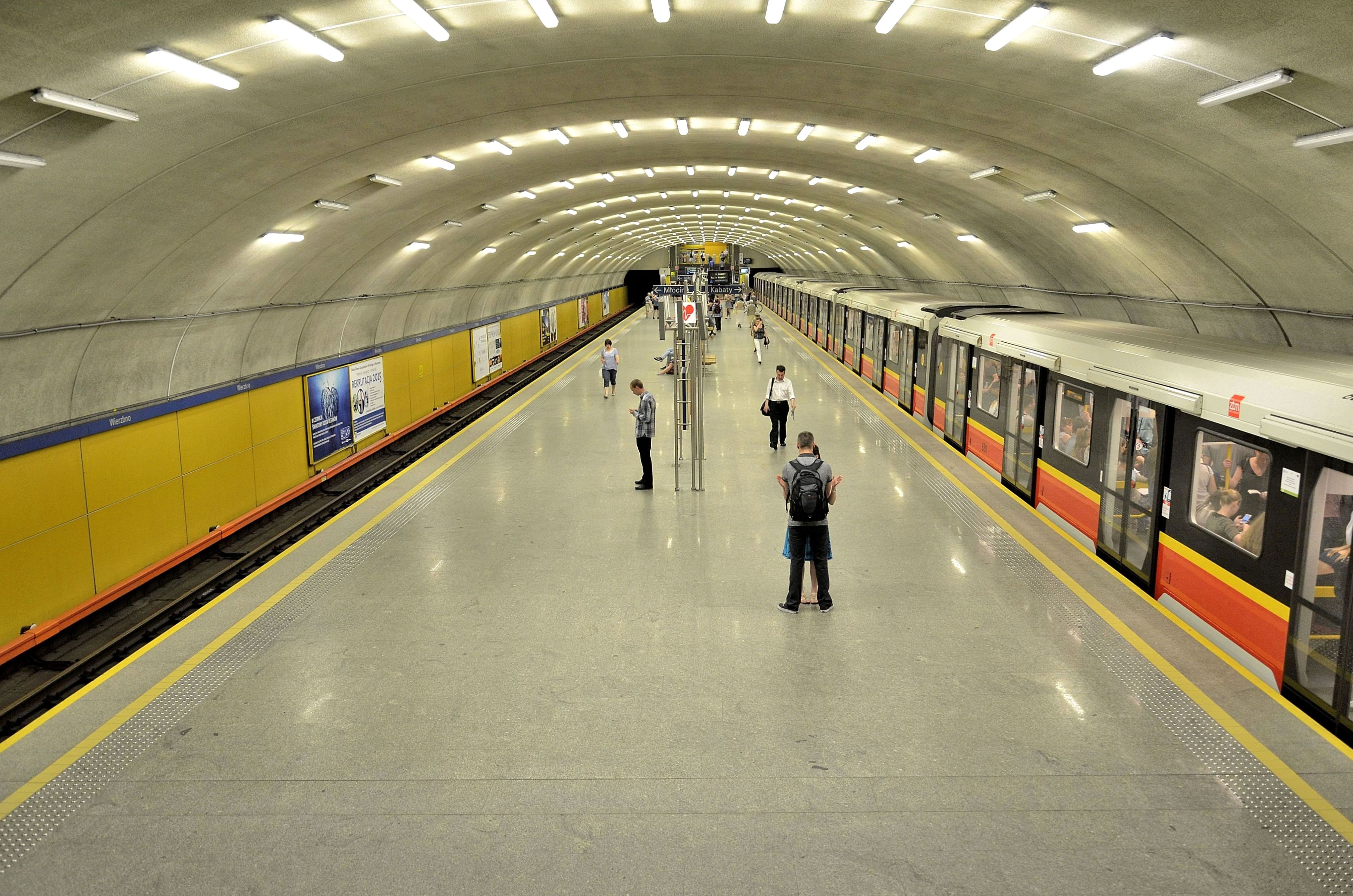
Wierzbno
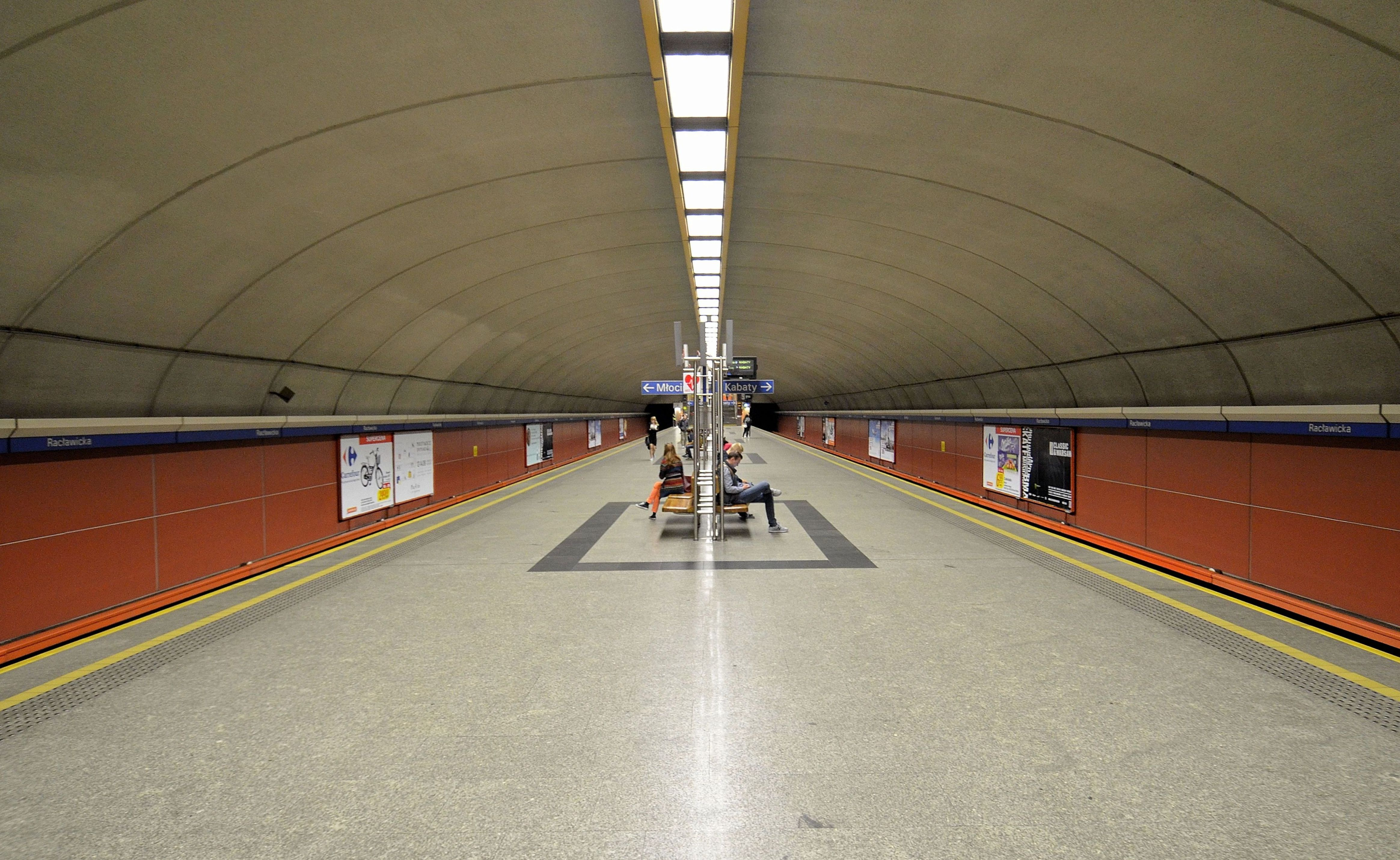
Racławicka
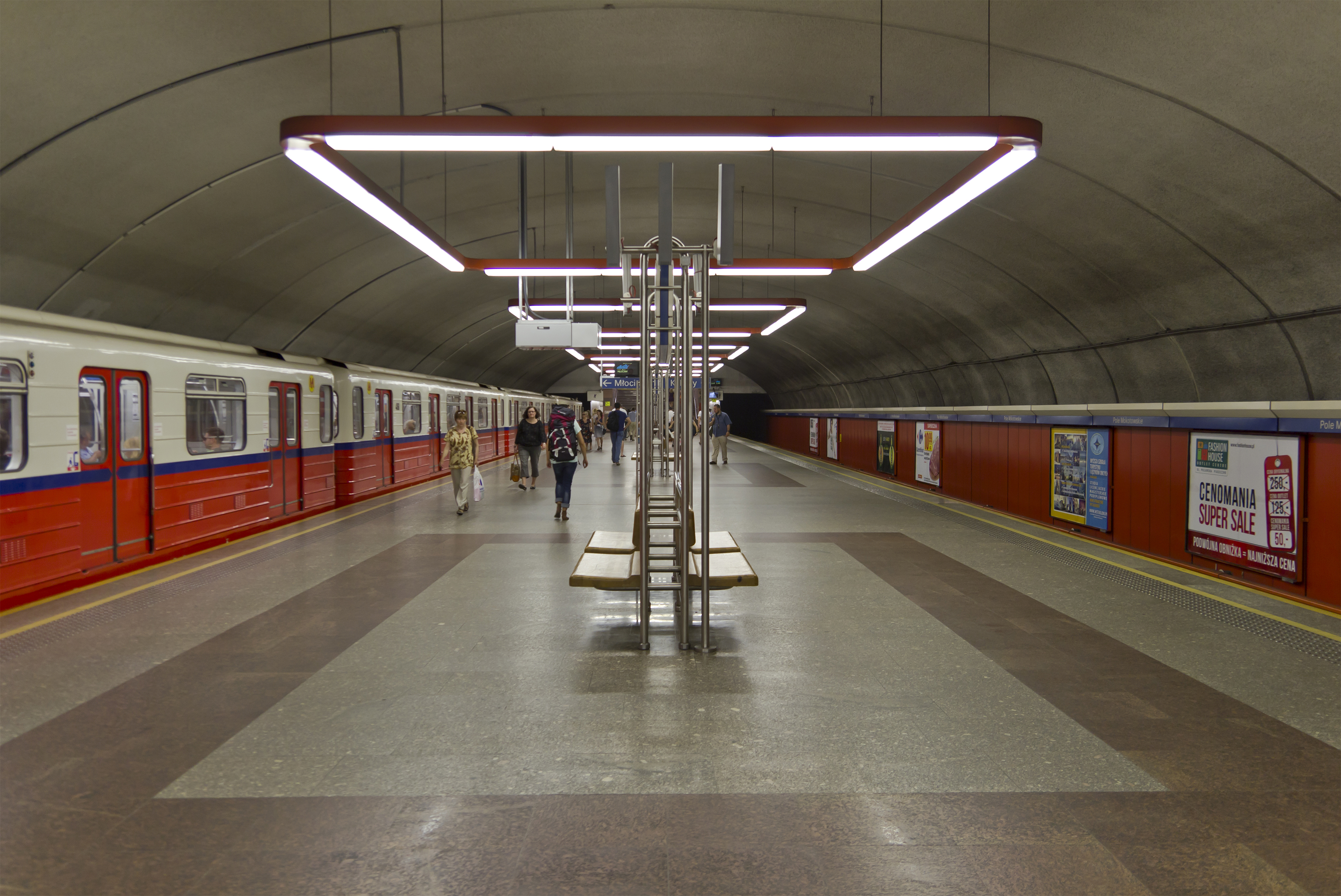
Pole Mokotowskie
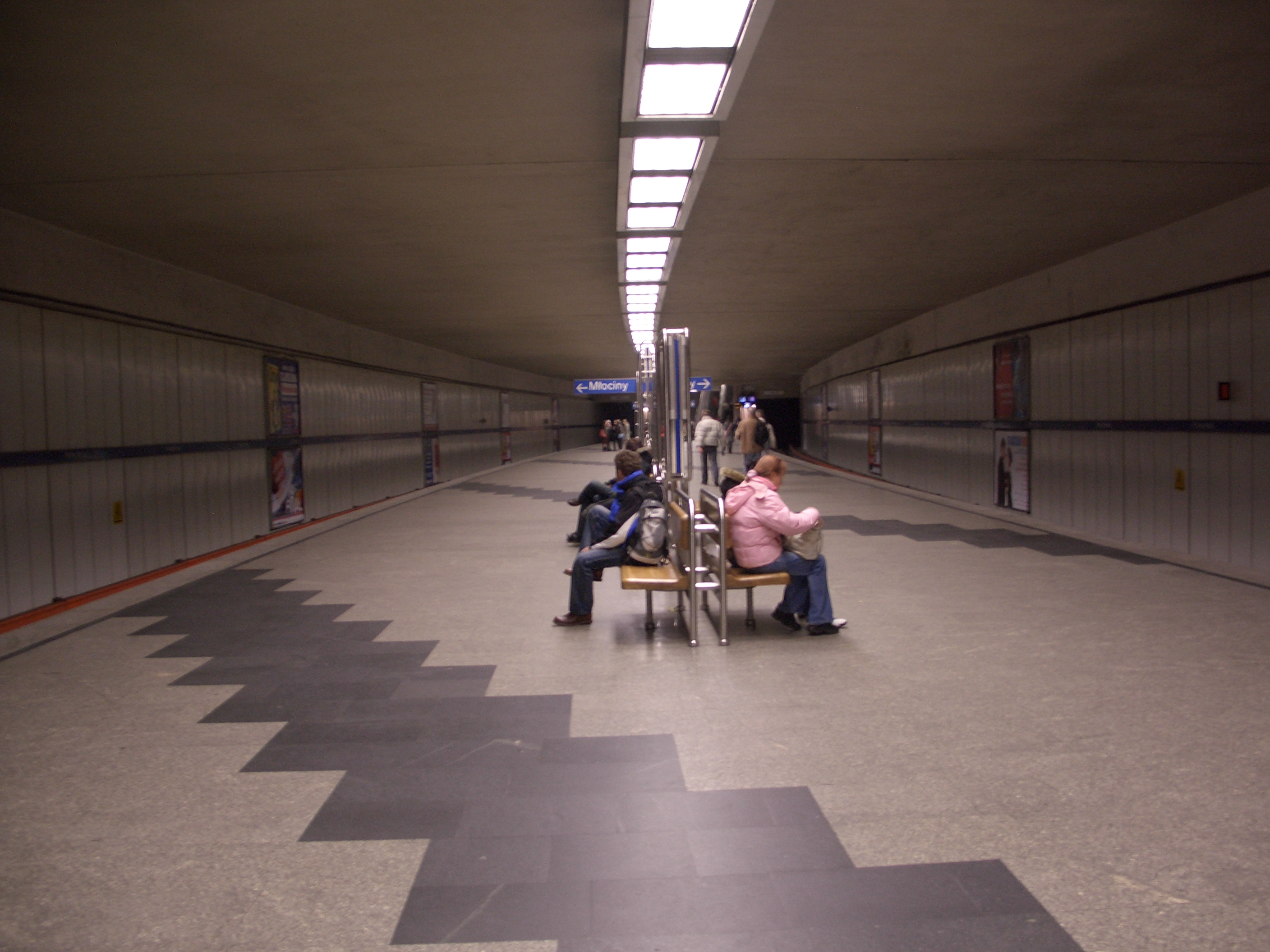
Politechnika
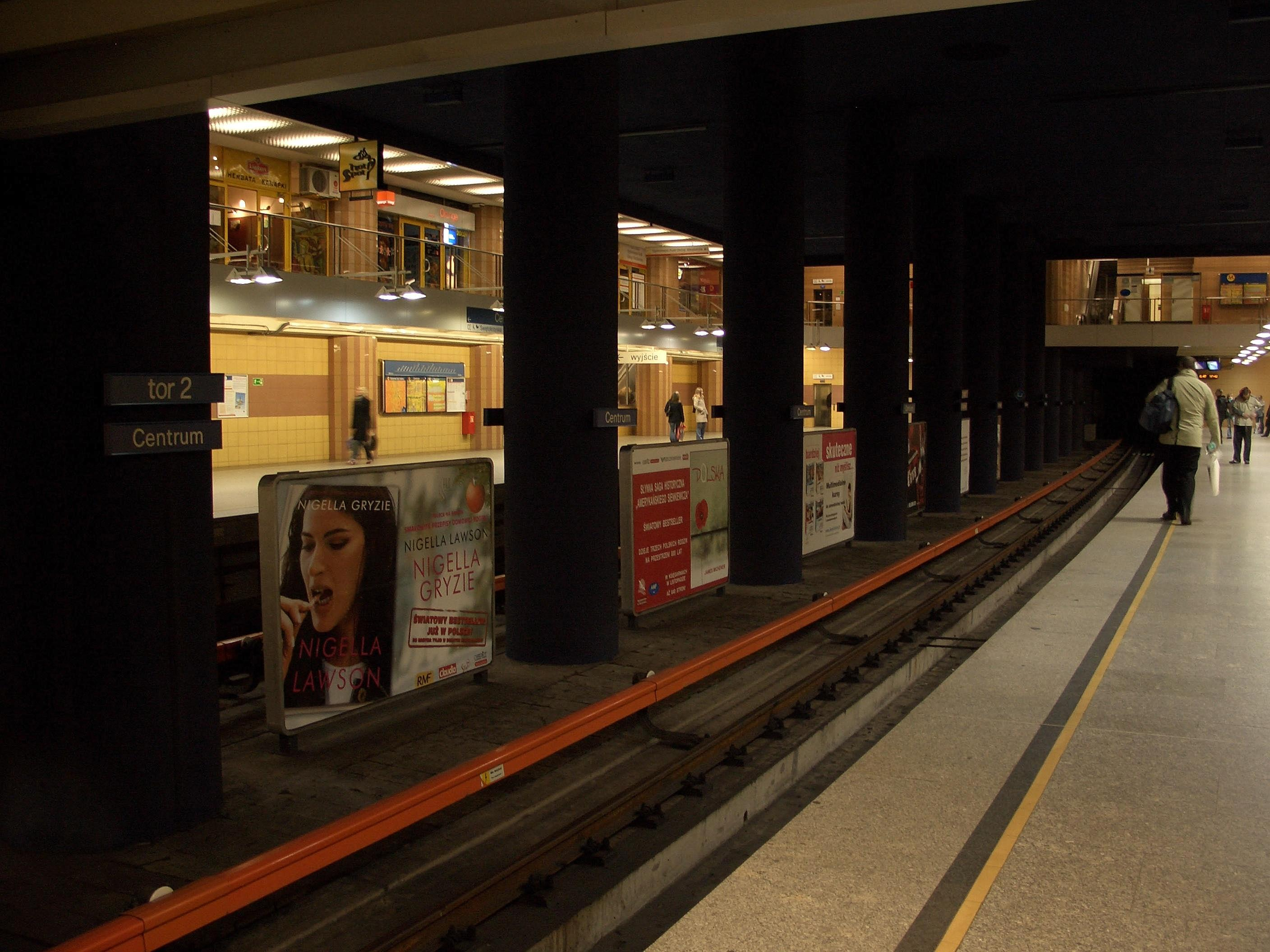
Centrum
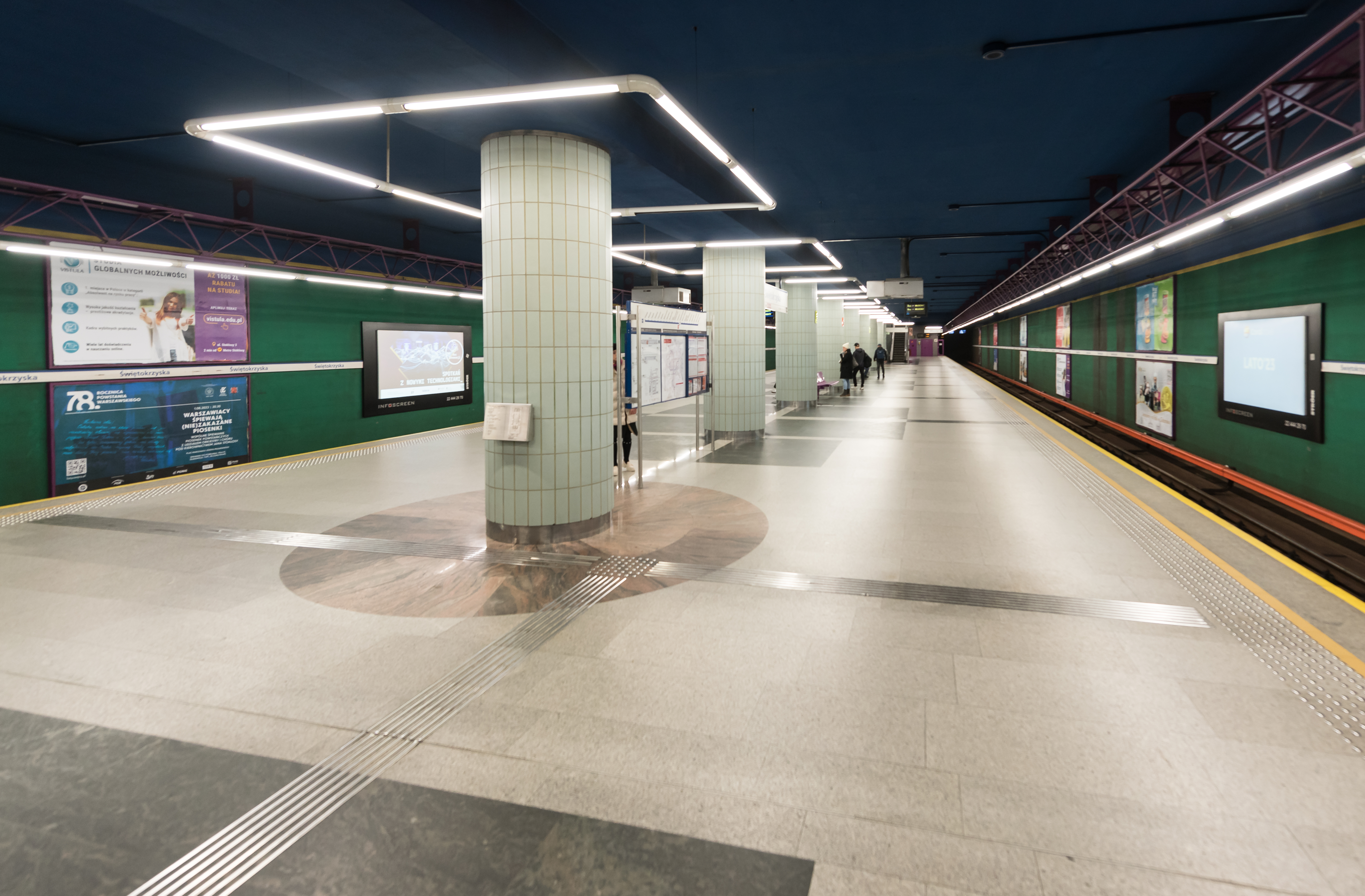
Świętokrzyska
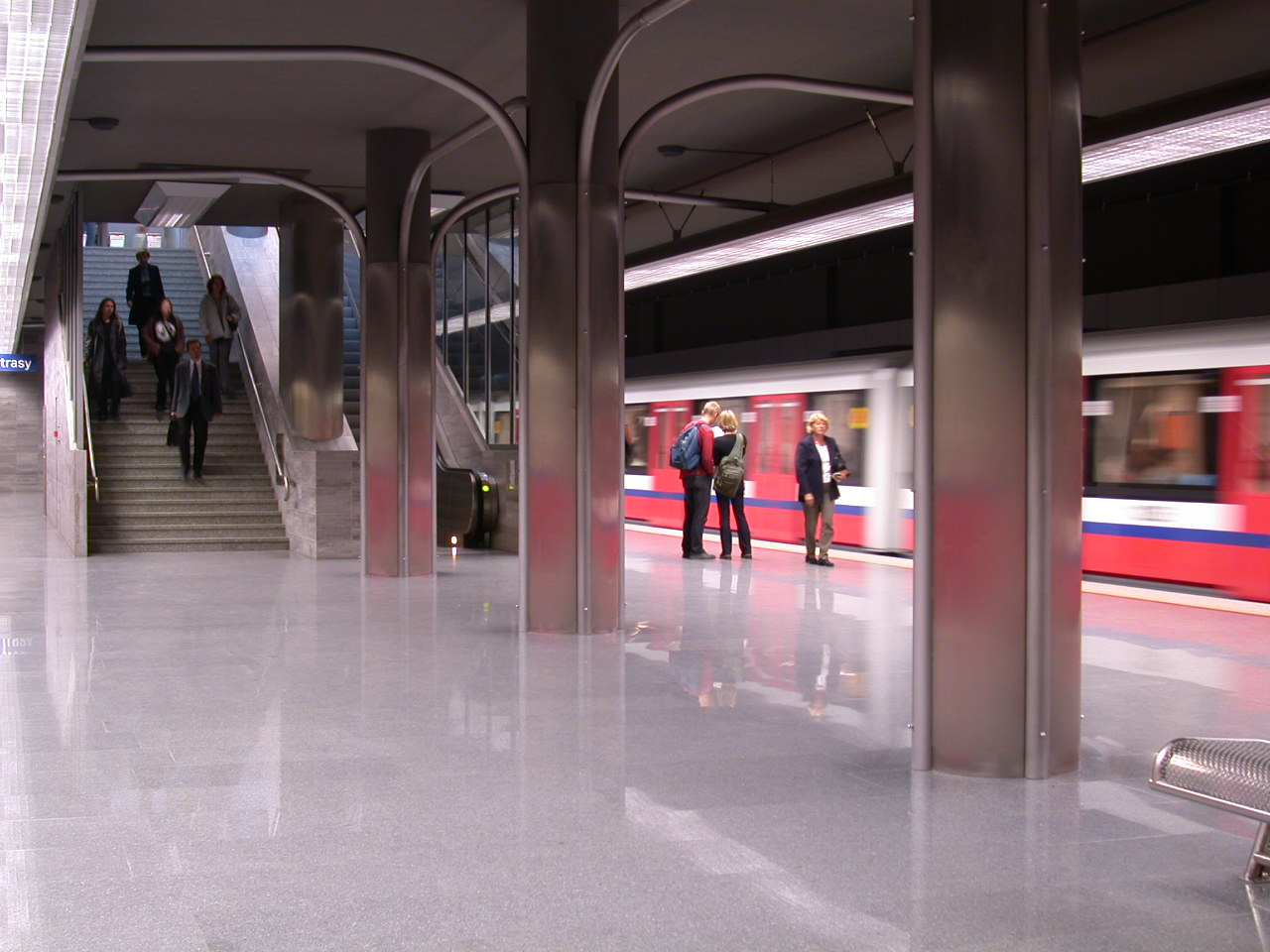
Ratusz Arsenał
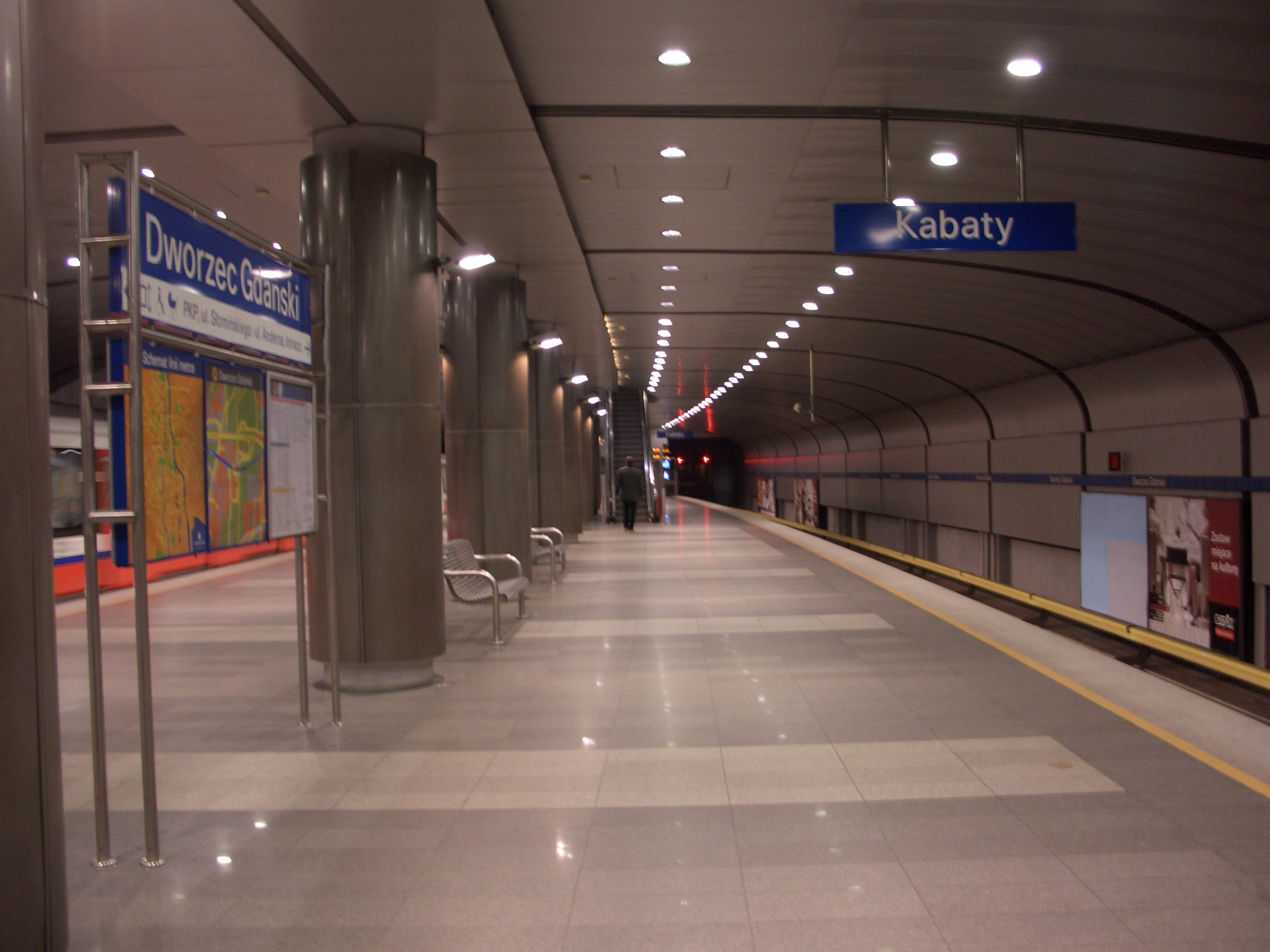
Dworzec Gdański
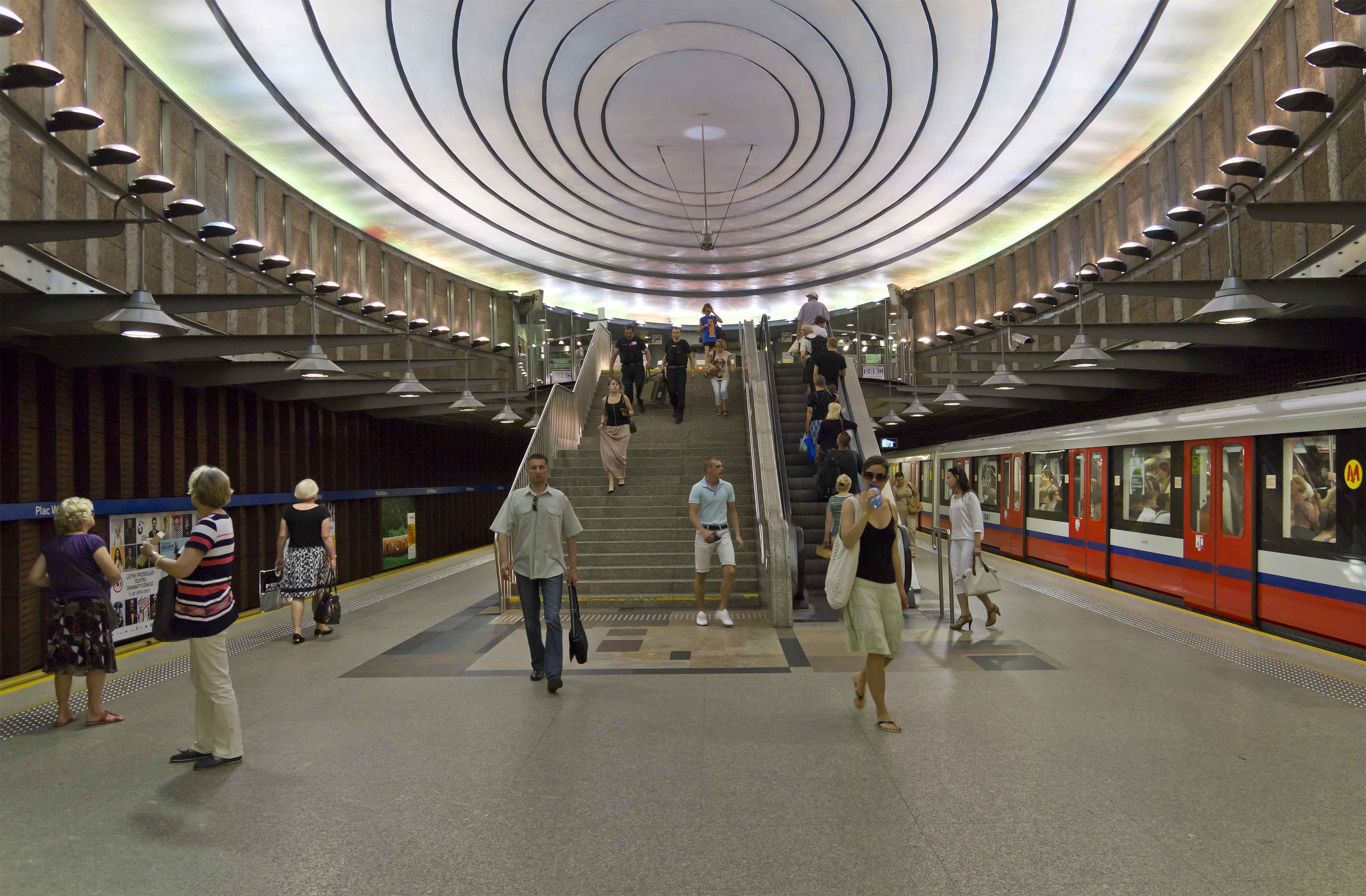
Plac Wilsona
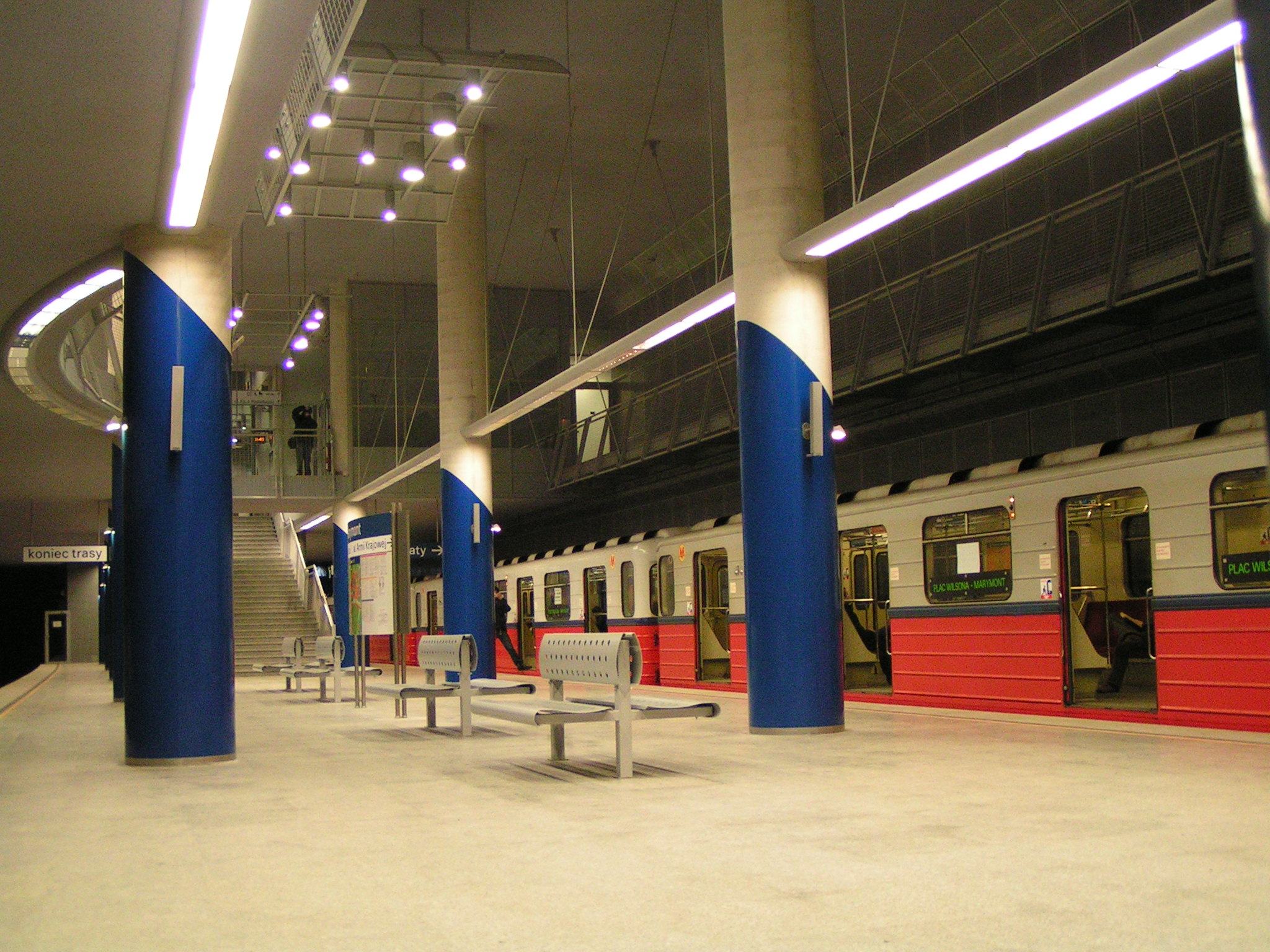
Marymont
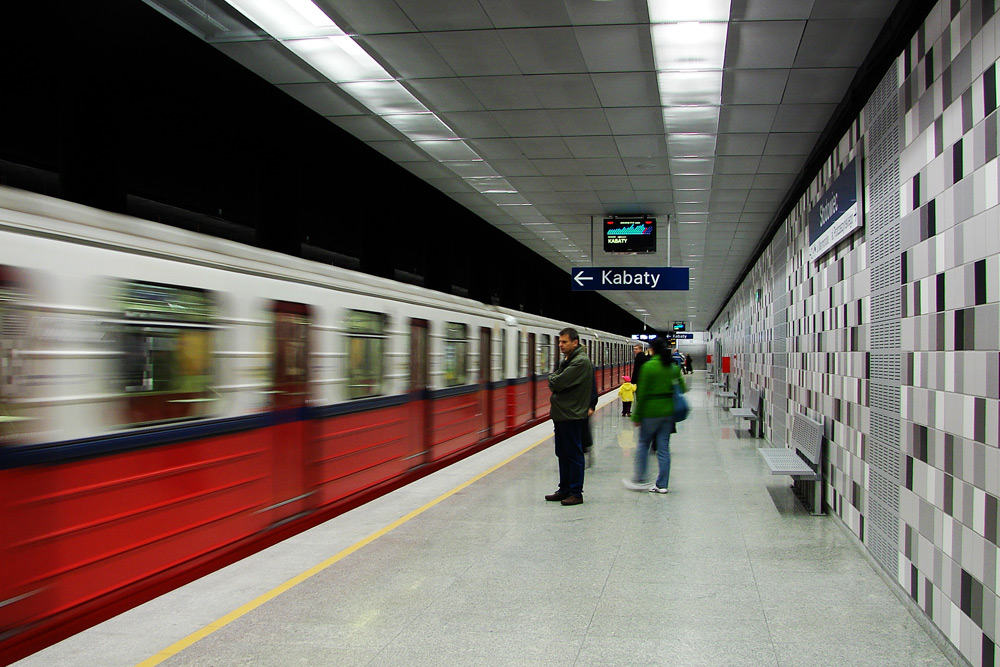
Słodowiec
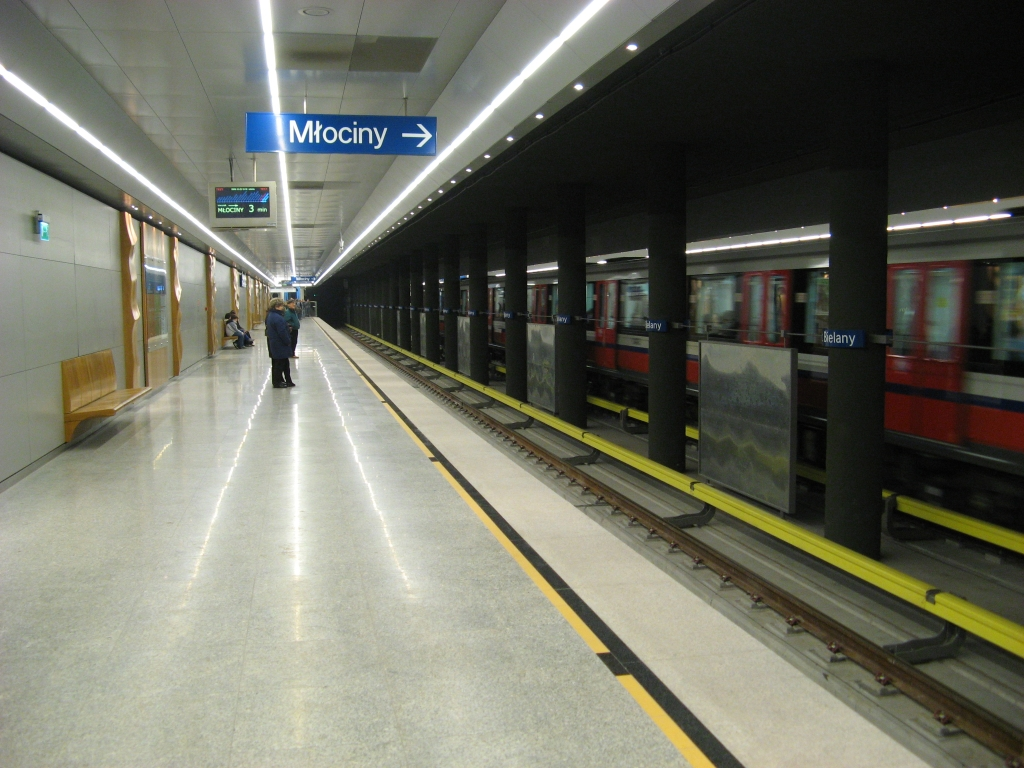
Stare Bielany
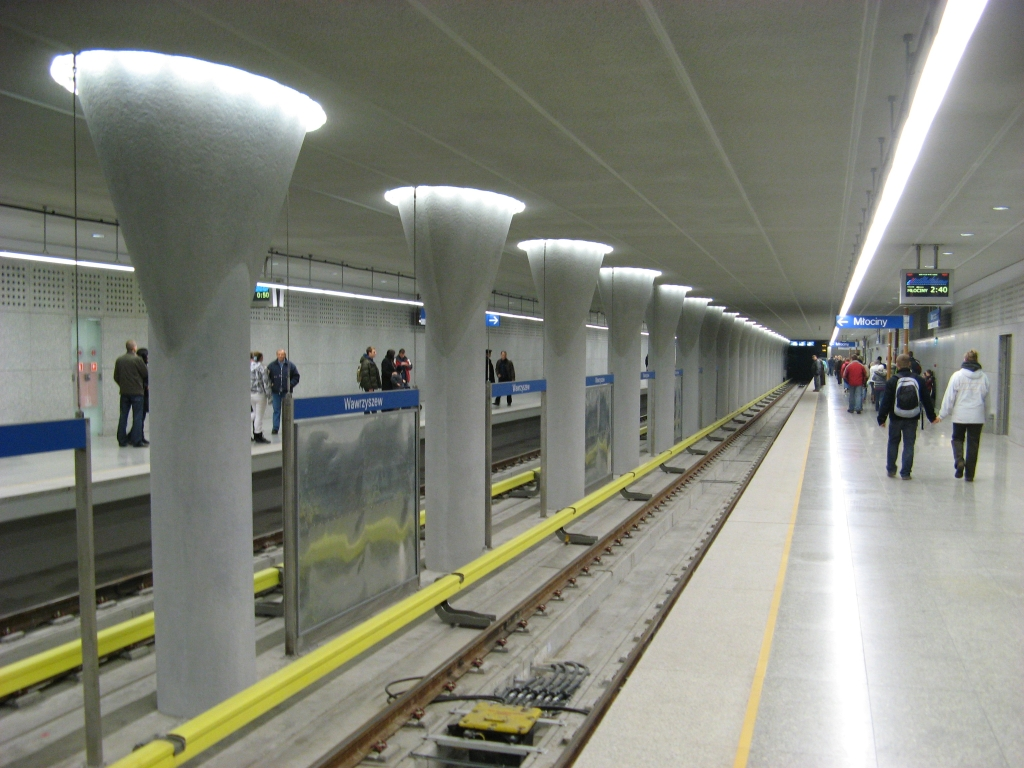
Wawrzyszew
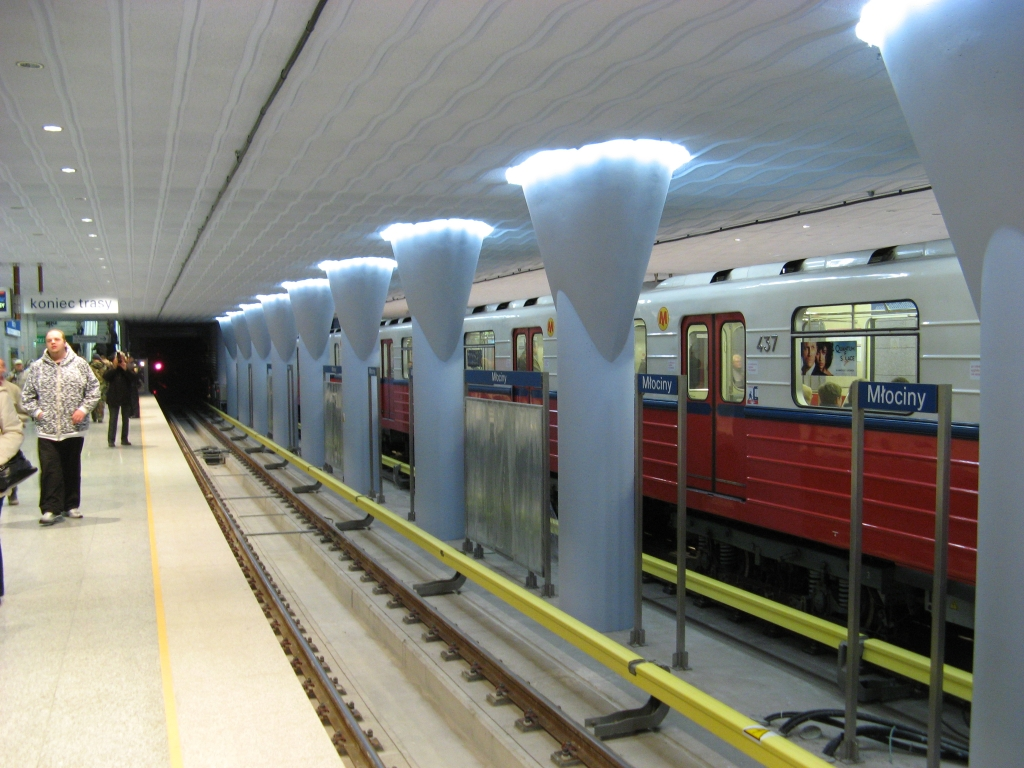
Młociny